# Silvio Herklotz
Silvio Herklotz, né le 6 mai 1994 à Berlin, est un coureur cycliste allemand, professionnel entre 2016 et 2018.

## Biographie

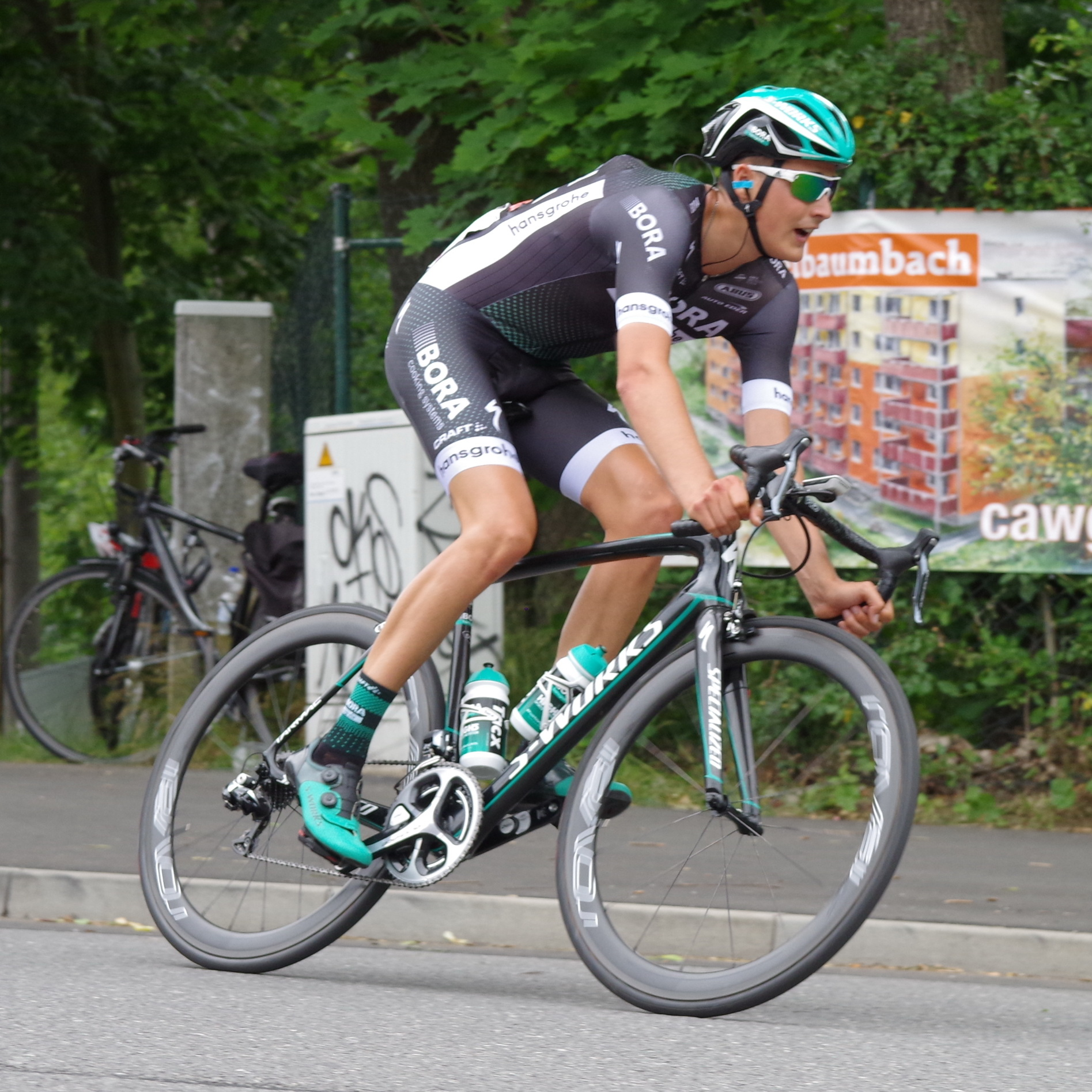
Herklotz lors du championnat d'Allemagne 2017.

Silvio Herklotz a commencé à faire du vélo à l'âge de neuf ans. À 13 ans, il remporte l'Internationale Kids-Tour Berlin dans la catégorie U13. Chez les jeunes, il court au sein du RSV Werner Otto, géré par l'ancien coureur Werner Otto.
En 2010, il devient en cyclo-cross champion d'Allemagne cadets, puis champion d'Allemagne juniors en 2011 et 2012 dans la même discipline. Sur route, il est en 2011, il remporte également l'International 3-Etappen-Rundfahrt  à Francfort-sur-le-Main et termine sixième du championnat d'Europe sur route juniors et remporte le contre-la-montre de la Course de la Paix juniors. En 2012, il est champion d'Allemagne de course de côte juniors et termine deuxième du Grand Prix Général Patton et du Giro della Lunigiana, où il remporte trois étapes. Deux fois - en 2011 et 2012 - il est sélectionné pour participer aux mondiaux sur route juniors.
En 2013, il quitte la catégorie des juniors et rejoint pour trois ans l'équipe continentale Stölting. Il termine quatrième du classement général de l'Istrian Spring Trophy, deuxième du Giro del Belvedere et du Gran Premio Palio del Recioto, et quatrième du Grand Prix de Francfort espoirs. En juin, il devient après une échappée en solitaire champion d'Allemagne sur route espoirs. Quelques semaines plus tard, il remporte le Tour Alsace, puis huitième des mondiaux espoirs. Avec cette saison réussie, il se présente comme l'un des meilleurs espoirs de sa génération. En 2014, il gagne le Gran Premio Palio del Recioto et obtient plusieurs places d'honneur dont la troisième place du Szlakiem Grodów Piastowskich. L'année suivante, il se classe deuxième de Liège-Bastogne-Liège espoirs derrière Guillaume Martin et s'adjuge le Tour de Düren.
En 2016, il rejoint l'équipe Bora-Argon 18 pour deux saisons. Il participe au Tour d'Espagne, mais abandonne la course. En 2017, il termine notamment quatrième du Tour de République tchèque et participe en fin de saison au Tour de Lombardie (abandon).
En 2018, il n'est pas conservé par l'équipe World Tour Bora et signe avec l'équipe Burgos BH, avec un rôle plus important. Il estime qu'il n'a pas été conservé car toutes les équipes du WorldTour réduisent leur effectif en raison du passage de 9 à 8 coureurs sur les grands tours. Au cours de saison, il lui est diagnostiqué la maladie de Lyme à cause de piqûres d'insectes. Bien que guéri de sa maladie, il décide à la fin de l'année de se retirer du cyclisme international pour terminer une formation dans le domaine des sports et du fitness. 

## Palmarès sur route

### Résultats sur les grands tours

#### Tour d'Espagne
1 participation
- 2016 : non-partant (11e étape)

### Classements mondiaux
| Année           | 2013 | 2014 | 2015 |
| --------------- | ---- | ---- | ---- |
| UCI Europe Tour | 29e  | 59e  | 184e |

## Palmarès en cyclo-cross
| - 2008-2009 - 3e du championnat d'Allemagne de cyclo-cross cadets - 2009-2010 - Champion d'Allemagne de cyclo-cross cadets - 2010-2011 - Champion d'Allemagne de cyclo-cross juniors - 8e du championnat du monde de cyclo-cross juniors | - 2011-2012 - Champion d'Allemagne de cyclo-cross juniors - 37. Frankfurter Rad-Cross juniors, Francfort-sur-le-Main - 5e de la Coupe du monde - 7e du championnat du monde de cyclo-cross juniors - 2012-2013 - 3e du championnat d'Allemagne de cyclo-cross espoirs |

## Distinctions
- Cycliste juniors allemand de l'année : 2011